# Nibulon
Nibulon (en ucraniano: Нібулон) es una empresa agrícola ucraniana especializada en la producción y exportación de cereales como trigo, cebada y maíz. Tiene su sede en Nicolaiev. Es la única empresa agrícola en Ucrania con su propia flota y astillero.

## Historia
En 1991 se crea la empresa conjunta del empresario de Nikolaev Alexey Vadatursky, las empresas húngaras y británicas (KOMBISEED KFT y Meridian Commodities Ltd). El nombre de la empresa se formó a partir de las primeras letras de las ciudades de donde procedían los cofundadores: Nicolaiev, Budapest y Londres.
En 1998, la explotación agrícola recibió por primera vez un préstamo directo de 5 millones de dólares del BIRF, convirtiéndose en el primer agricultor ucraniano en recibir dicha financiación. Los fondos se utilizaron para ampliar las exportaciones.
Atraer un préstamo extranjero impulsó el desarrollo de la empresa. Un informe del Banco Mundial del 15 de diciembre de 2004 (BIRF, una de sus divisiones) indicó que cada dólar invertido en una línea de crédito NIBULON generó entre $ 4 y $ 5.
Nibulon planea aumentar el volumen de carga fluvial a 1 millón de toneladas.
En 2017 la empresa anunció que amplía sus capacidades logísticas tras adquirir 60 nuevos tractores.
En 2018 se anunció que la empresa participa en un proyecto de construcción de un nuevo puerto marítimo de aguas profundas en el óblast de Jersón, estuario del Bug y Dniéper.
En 2022, UkraineNow anunció que el dueño, Oleksiy Vadaturskyi y su esposa murieron como resultado de un bombardeo ruso en Nicolaiev.